# Sorgue
Sorgue – rzeka we Francji, przepływająca przez teren departamentu Vaucluse, o długości 35 km. Stanowi dopływ rzeki Ouvèze.
Sorgue przepływa przez Fontaine-de-Vaucluse, L’Isle-sur-la-Sorgue, Le Thor, Entraigues-sur-la-Sorgue, Velleron, Bédarrides.